# Filip Wolański (zawodnik MMA)
Filip Wolański (ur. 2 czerwca 1991 w Zielonej Górze) – polski zawodnik MMA wagi piórkowej. Walczył dla takich organizacji jak PLMMA, TFL, ACB czy KSW.

## Życiorys
Wolański jest instruktorem oraz zawodnikiem MMA w klubie Grappling Kraków. Swoją przygodę ze sportami walki rozpoczął w wieku 9 lat od judo, a następnie boksu oraz kick-boxingu. Do jego największych sukcesów bokserskich można zaliczyć srebrny medal w Turnieju o Złotą rękawicę Wisły z 2007 roku. MMA zainteresował się po namowie kolegów i trafił do grupy Łukasza Chlewickiego, gdzie trenuje do dziś.
W 2018 roku wydał swoją pierwszą książkę opowiadającą o swoim życiu prywatnym pt. „Dusza wojownika MMA. Połączenie dwóch światów”. 
W październiku 2020 roku założył swój klub GymBoxing w Krakowie.

## Kariera MMA

### Wczesna kariera
Karierę w zawodowym MMA rozpoczął wygranym pojedynkiem z Kamilem Baronem 14 lipca 2012 podczas gali MMAC 8: Kings of Night w Szczytnie, poddając rywala (dźwignia na staw łokciowy) już w pierwszej rundzie.
Pierwszą zawodową porażkę poniósł 30 listopada 2012 podczas gali MMAC 12: The City of Kings, która odbyła się w Krakowie. Wolański został poddany (duszenie zza pleców) w pierwszej odsłonie przez Kamila Maronia.

### PLMMA
Następnie trzy walki stoczył pod banderą Profesjonalnej Ligi MMA. Debiut dla tej federacji odnotował podczas gali PLMMA 12: Black Dragon w Bielsku-Białej, na której to zmierzył się z Michałem Bartoszewiczem. Pojedynek ten trwał 12 minut, a zwyciężył go na kartach punktowych jednogłośną decyzją sędziowską Filip Wolański. Do rewanżowego starcia tych zawodników doszło 5 października 2013 na wydarzeniu PLMMA 22: Black Dragon w Andrychowie. Ponownie zwyciężył Wolański, jednak tym razem przez techniczny nokaut (ciosy pięściami w parterze) już po dwóch minutach.
W ostatniej walce dla Profesjonalnej Ligi MMA podczas gali PLMMA 25 w Chełmie poddał (duszenie zza pleców) Sebastiana Rewerę.

### TFL
W dwóch kolejnych walkach triumfował na galach organizowanych przez federację Thunderstrike Fight League. Najpierw 22 lutego 2014 na TFL 3 w Kraśniku znokautował technicznie (ciosy w parterze) Karola Labę. Zaś cztery miesiące później na TFL 5 / PLMMA 36 w Lublinie wypunktował jednogłośnie reprezentanta Serbii, Aleksandara Rajacicia.

### GSW, ACB i IFN
Podczas Gali Sportów Walki w Międzychodzie, która odbyła się w terminie 18 października 2014 zwyciężył jednogłośnie nad Arbim Szamajewem.
Następnie 30 maja 2015 stoczył jednorazowy występ dla czołowej, rosyjskiej federacji Absolute Championship Berkut. Podczas gali ACB 19: Baltic Challenge w mieście Królewiec, pokonał po świetnej dominacji w pierwszej rundzie Rosjanina walczącego pod flagą Austrii – Timura Gagajew. Rywal Wolańskiego nie był zdolny wyjść do drugiej rundy przez kontuzję, której doznał w walce, dzięki czemu Wolański odniósł zwycięstwo przez TKO (przerwanie przez lekarza - kontuzja).
Na gali IFN 1: Let’s Begin, która odbyła się 24 października 2015 roku w Częstochowie pokonał większościową decyzją sędziów doświadczonego Litwina, Sergeja Grečicho.

### KSW
W 2016 roku podpisał kontrakt z Konfrontacją Sztuk Walki, by zastąpić kontuzjowanego Anzora Ażyjewa w pojedynek z Marcinem Wrzoskiem podczas gali KSW 35 w gdańsko-sopockiej Ergo Arenie, która miała miejsce dnia 27 maja. Po bliskiej i wyrównanej walce decyzją jednogłośną zwycięstwo odnotował Wrzosek. Trzy dni po tej gali obaj zawodnicy zostali nagrodzeni przez nowego pracodawcę dodatkowym bonusem finansowym za najlepszą walkę wieczoru tamtej gali.
3 grudnia 2016 na gali KSW 37: Circus of Pain w Krakowie niejednogłośną decyzją sędziowską zwyciężył z byłym, brazylijskim mistrzem PLMMA w wadze lekkiej, Denilsonem Nevesem.
W maju 2017 roku podczas corocznej gali rozdania Heraklesów MMA za rok wcześniejszy (2016) Filip Wolański wraz z Marcinem Wrzoskiem otrzymali statuetki wyróżniające ich pamiętną walkę w kategorii Walka Roku.
Następny pojedynek w klatce KSW stoczył dopiero po 15 miesiącach. Podczas gali KSW 42: Khalidov vs. Narkun w Łodzi zwyciężył nad Bartłomiejem Koperą po trzyrundowej walce.
9 czerwca 2018 na gali KSW 44: The Game przegrał po bliskiej i efektownej batalii z reprezentantem Brazylii, Danielem Torresem. Kilka dni później Wolański po raz drugi zgarnął od polskiej organizacji wyróżnienie w postaci dodatkowego bonusu pieniężnego.
27 kwietnia 2019 podczas gali KSW 48: Szymański vs. Parnasse w Lublinie został znokautowany w drugiej rundzie (kopnięcie na głowę i ciosy pięściami w parterze) przez Chorwata, Filipa Pejicia.

## Lista zawodowych walk w MMA
| Wynik     | Bilans | Przeciwnik (bilans przed walką) | Rozstrzygnięcie                                               | Runda | Czas | Rozgrywki                            | Data       | Miejsce       | Uwagi                                  |
| --------- | ------ | ------------------------------- | ------------------------------------------------------------- | ----- | ---- | ------------------------------------ | ---------- | ------------- | -------------------------------------- |
| Przegrana | 11-4   | Filip Pejić (13-2-2)            | TKO (wysokie kopnięcie na głowę i ciosy pięściami w parterze) | 2     | 1:56 | KSW 48: Szymański vs. Parnasse       | 27.04.2019 | Lublin        |                                        |
| Przegrana | 11-3   | Daniel Torres (7-3)             | Decyzja (niejednogłośna)                                      | 3     | 5:00 | KSW 44: The Game                     | 09.06.2018 | Gdańsk/Sopot  | Bonus za walkę wieczoru.               |
| Wygrana   | 11-2   | Bartłomiej Kopera (9-3)         | Decyzja (jednogłośna)                                         | 3     | 5:00 | KSW 42: Khalidov vs. Narkun          | 03.03.2018 | Łódź          |                                        |
| Wygrana   | 10-2   | Denilson Neves (11-3)           | Decyzja (niejednogłośna)                                      | 3     | 5:00 | KSW 37: Circus of Pain               | 03.12.2016 | Kraków        | Limit umowny -69 kg.                   |
| Przegrana | 9-2    | Marcin Wrzosek (10-3)           | Decyzja (jednogłośna)                                         | 3     | 5:00 | KSW 35: Khalidov vs. Karaoglu        | 27.05.2016 | Gdańsk/Sopot  | Debiut w KSW. Bonus za walkę wieczoru. |
| Wygrana   | 9-1    | Sergej Grečicho (22-7-1)        | Decyzja (większościowa)                                       | 3     | 5:00 | IFN 1: Let’s Begin                   | 24.10.2015 | Częstochowa   | Main Event                             |
| Wygrana   | 8-1    | Timur Gagajew (7-3)             | TKO (przerwanie przez lekarza -kontuzja)                      | 1     | 5:00 | ACB 19: Baltic Challenge             | 30.05.2015 | Królewiec     |                                        |
| Wygrana   | 7-1    | Arbi Szamajew (7-1)             | Decyzja (jednogłośna)                                         | 3     | 5:00 | Gala Sportów Walki w Międzychodzie 5 | 18.10.2014 | Międzychód    | Main Event                             |
| Wygrana   | 6-1    | Aleksander Rajacic (6-1)        | Decyzja (jednogłośna)                                         | 3     | 5:00 | TFL 5 / PLMMA 36                     | 20.06.2014 | Lublin        | Main Event                             |
| Wygrana   | 5-1    | Karol Laba (3-1)                | TKO (ciosy pięściami w parterze)                              | 1     | 4:42 | TFL 3: Maciejewski vs. Boldyrev      | 22.02.2014 | Kraśnik       | Debiut w TFL.                          |
| Wygrana   | 4-1    | Sebastian Rewera (2-4)          | Poddanie (duszenie zza pleców)                                | 1     | 4:38 | PLMMA 25: Chelm                      | 23.11.2013 | Chełm         |                                        |
| Wygrana   | 3-1    | Michał Bartoszewicz (2-2)       | TKO (ciosy pięściami w parterze)                              | 1     | 2:00 | PLMMA 22: Black Dragon               | 05.10.2013 | Andrychów     | Limit umowny -68 kg.                   |
| Wygrana   | 2-1    | Michał Bartoszewicz (0-1)       | Decyzja (jednogłośna)                                         | 3     | 4:00 | PLMMA 12: Black Dragon               | 15.03.2013 | Bielsko-Biała | Debiut w PLMMA. Limit umowny -68 kg.   |
| Przegrana | 1-1    | Kamil Maroń (1-0)               | Poddanie (duszenie zza pleców)                                | 1     | 2:41 | MMA Coloseum XII: Miasto Królów      | 30.11.2012 | Kraków        |                                        |
| Wygrana   | 1-0    | Kamil Baron (1-1)               | Poddanie (dźwignia na staw łokciowy)                          | 1     | 4:13 | MMA Coloseum VIII: Kings of Night    | 14.07.2012 | Szczytno      | Limit umowny -68 kg.                   |